# 歌内駅
歌内駅（うたないえき）は、かつて北海道（上川総合振興局）中川郡中川町字歌内にあった北海道旅客鉄道（JR北海道）宗谷本線の駅（廃駅）である。電報略号はタナ。事務管理コードは▲121836。駅番号はW65。

## 歴史

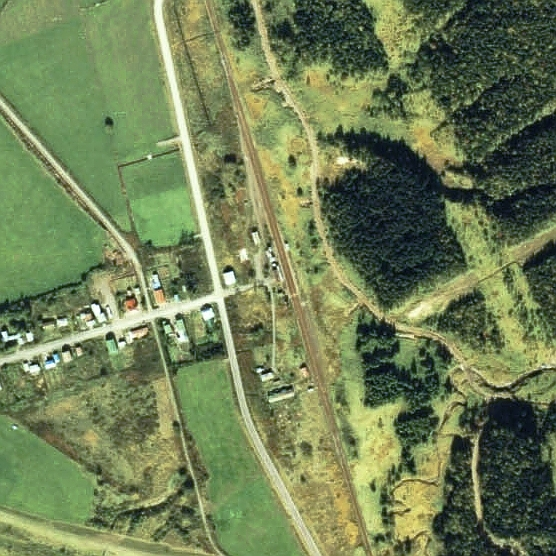
1977年の歌内駅と周囲約500m範囲の状況。上が稚内方面。相対式ホーム。駅裏に貨物ストックヤードがあるが、この写真の頃には既に使用されていない様である。駅前通りには多くの民家が見える。

- 1923年（大正12年）11月10日：国有鉄道天塩線の誉平駅（現・天塩中川駅） - 問寒別駅間開通に伴い宇戸内駅（うとないえき）として開業[3][4][5][6]。一般駅[1]。
- 1924年（大正13年）6月25日：線路名を天塩南線に改称、それに伴い同線の駅となる[4]。
- 1926年（大正15年）9月25日：天塩南線と天塩北線を統合し線路名を天塩線に改称、それに伴い同線の駅となる[4]。
- 1930年（昭和5年）4月1日：天塩線を宗谷本線に編入、それに伴い同線の駅となる[4]。
- 1931年（昭和6年）9月：駅舎対向ホームに待合室設置[6]。
- 1942年（昭和17年）9月8日：同日の中川村（当時）議会に当駅と誉平駅の改名について関係庁への申請提案が提出、同日可決[6][7]。
- 1949年（昭和24年）6月1日：公共企業体日本国有鉄道（国鉄）に移管。
- 1951年（昭和26年）7月20日：歌内駅に改称[6][8][5]。
- 1961年（昭和36年）12月：駅舎改築[6]。
- 1963年（昭和38年）2月10日：公衆電報の取り扱い廃止[9]。
- 1977年（昭和52年）5月25日：貨物の取り扱いが終了[1]。
- 1984年（昭和59年）
  - 2月1日：荷物の取り扱いが終了[1]。
  - 11月10日：無人化[10][JR北 2]。
- 1985年（昭和60年）7月：駅舎改築、貨車駅舎となる[4][11]。
- 1987年（昭和62年）4月1日：国鉄分割民営化に伴い、北海道旅客鉄道（JR北海道）の駅となる[1]。
- 2016年（平成28年）3月26日：同日のダイヤ改正に伴う普通列車の減便で音威子府駅 - 幌延駅間の普通列車が5往復から3往復となり、全普通列車が停車するようになる。
  - 以前は日中の上り普通列車1本が通過した。
- 2016年（平成28年）7月上旬：JR北海道が当駅を2017年（平成29年）3月のダイヤ改正に合わせて廃止する意向を中川町に伝える[新聞 1]。
  - これをうけ、同様に駅廃止の打診があった美深町と音威子府村はJR北海道と維持管理費を一部負担する協定を結んだものの、当駅の所在する中川町はJRの姿勢に反発し交渉を拒否した。
- 2017年（平成29年）4月1日：同日までにJR北海道が当面の間自社費用で存続させる意向を固める[新聞 2]。
- 2019年（令和元年）12月3日：JR北海道が宗谷本線沿線自治体に、当駅含む1日平均乗降人員3名以下の駅について、自治体による維持管理もしくは費用負担による存続か、2021年（令和3年）3月での廃止かの方針を2020年3月までに報告するよう要請[新聞 3]。
  - その後、中川町は町内で対象となる当駅と佐久駅について当面の間町の負担で維持し、今後の存続は「適宜、住民の皆様と相談」する旨を表明[12]。
- 2021年（令和3年）
  - 4月1日：中川町による維持管理に移行[JR北 3][新聞 4]。維持費用はJR北海道の見積もりで年間約92万円[12]。
    - ただし、中川町では同年3月の町議会予算審議での質問に対し「提案を受けて1年後に廃止というのは難しいと考えていた」とし、当駅については「地域の公共交通との連動性が構築できた際には、廃止させていただきたい」と回答した[13]。

  - 7月中旬：中川町が、2021年（令和3年）度いっぱいで当駅を廃止する旨をJR北海道に伝える[新聞 5]。
  - 9月：中川町が同月付け発行の広報誌にて「令和4年3月のダイヤ改正」での廃止を発表[14]。自治体管理駅では初の廃止発表。
    - 地元住民に対しては代替として町によるハイヤー利用補助の対象を、歌内・国府地区在住で天塩中川駅から宗谷線を利用する場合、年齢を問わず利用できるよう支援を拡充[14]。
- 2022年（令和4年）3月12日：利用客減少に伴い、同日のダイヤ改正にあわせ廃止[JR北 1][新聞 6]。自治体管理に移行した駅で初の廃駅[新聞 6]。

### 駅名の由来
旧駅名の「宇戸内」は、駅から川下にある天塩川東支流、宇戸内（うとない）川のアイヌ語名、アイヌ語の「ウッナイ（ut-nay）」（肋骨・川）に由来する。
同義の地名は北海道内各地にあり（旧名寄本線宇津駅、ウトナイ湖など）、「背骨に対する肋骨のように、本流に対して直角に近く流れ込む川であるため」の地名であるとされるが、「具体的な意味ははっきりしない」とされる。
地名は遅くとも1940年（昭和15年）時点では「宇戸内（ウトナイ）」であったが、翌1941年（昭和16年）1月21日付の字名改正・再編で「クンネシリ」「ウトナイ」「ピラウトル」の3字を統合して「歌内」と改名された。
このため、「地名と異なる」として、1942年（昭和17年）9月8日の中川村議会に当駅と誉平駅（→天塩中川駅）の改名について関係庁への申請提案が提出、同日可決されたが、実際に改名がなされたのは1951年（昭和26年）のことであった。なお「宇戸内」の名称は河川名として残っている。

## 駅構造
地上駅であり、単式ホーム1面1線を線路の西側（稚内方面に向かって左手側）に設けた、分岐器を持たない棒線駅となっている。
中川町管理の無人駅となっている。駅舎は構内の西側に位置しホーム中央部分に接している。旧駅舎の基礎上にヨ3500形車掌車を改造した待合室（トイレ装備）が設置されている。
かつては相対式ホーム2面2線を有する交換駅であり、互いのホームは駅舎側ホーム南側と対向側ホーム南側を結んだ構内踏切で連絡した。駅舎側（西側）が下り1番線、対向側ホームが上り2番線となっていた。そのほか1番線の稚内方から分岐し駅舎北側のホーム切欠き部分の貨物ホームへの貨物側線を1線有していた。交換設備運用廃止後は線路は撤去されたが、ホーム前後の線路は分岐器の名残で湾曲していた。

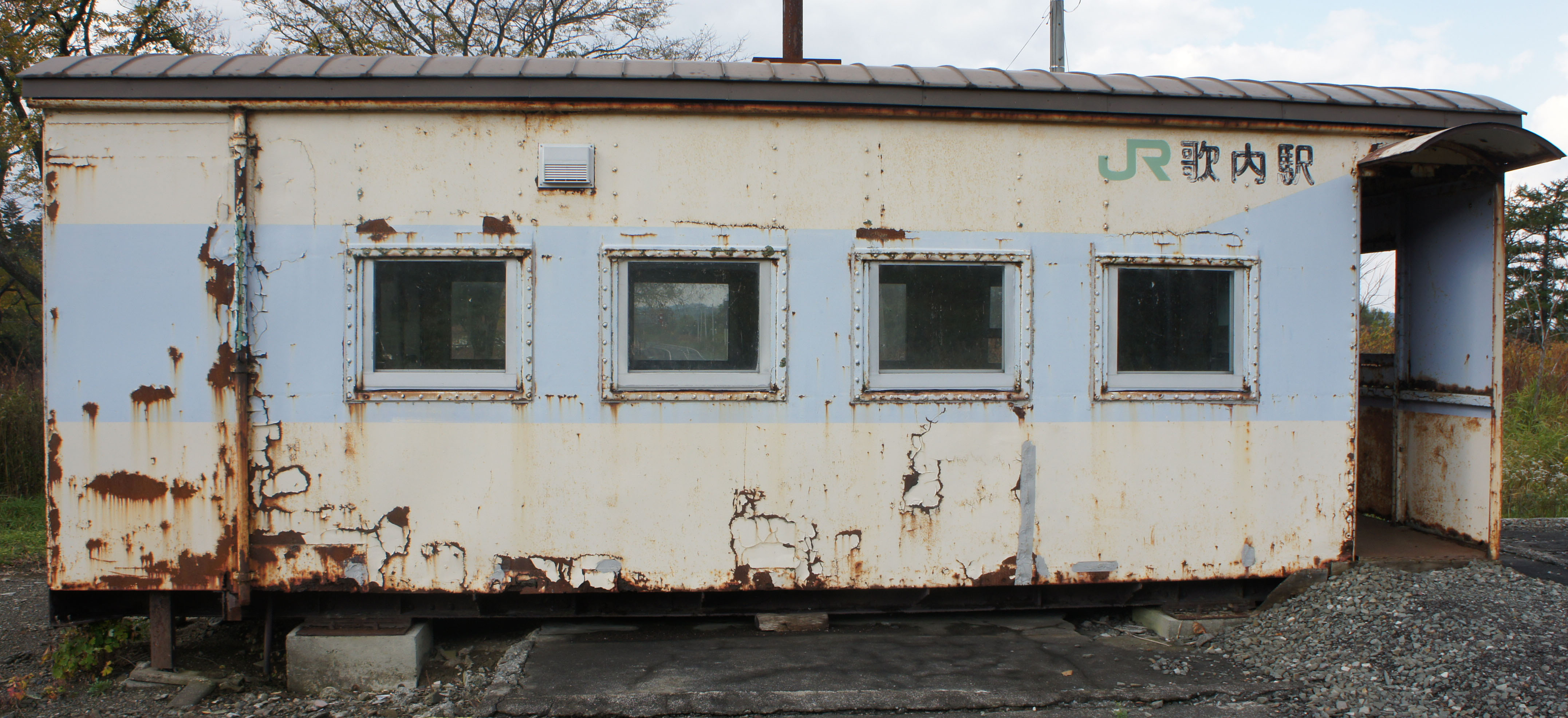
ホーム側から見た駅舎（2017年10月）
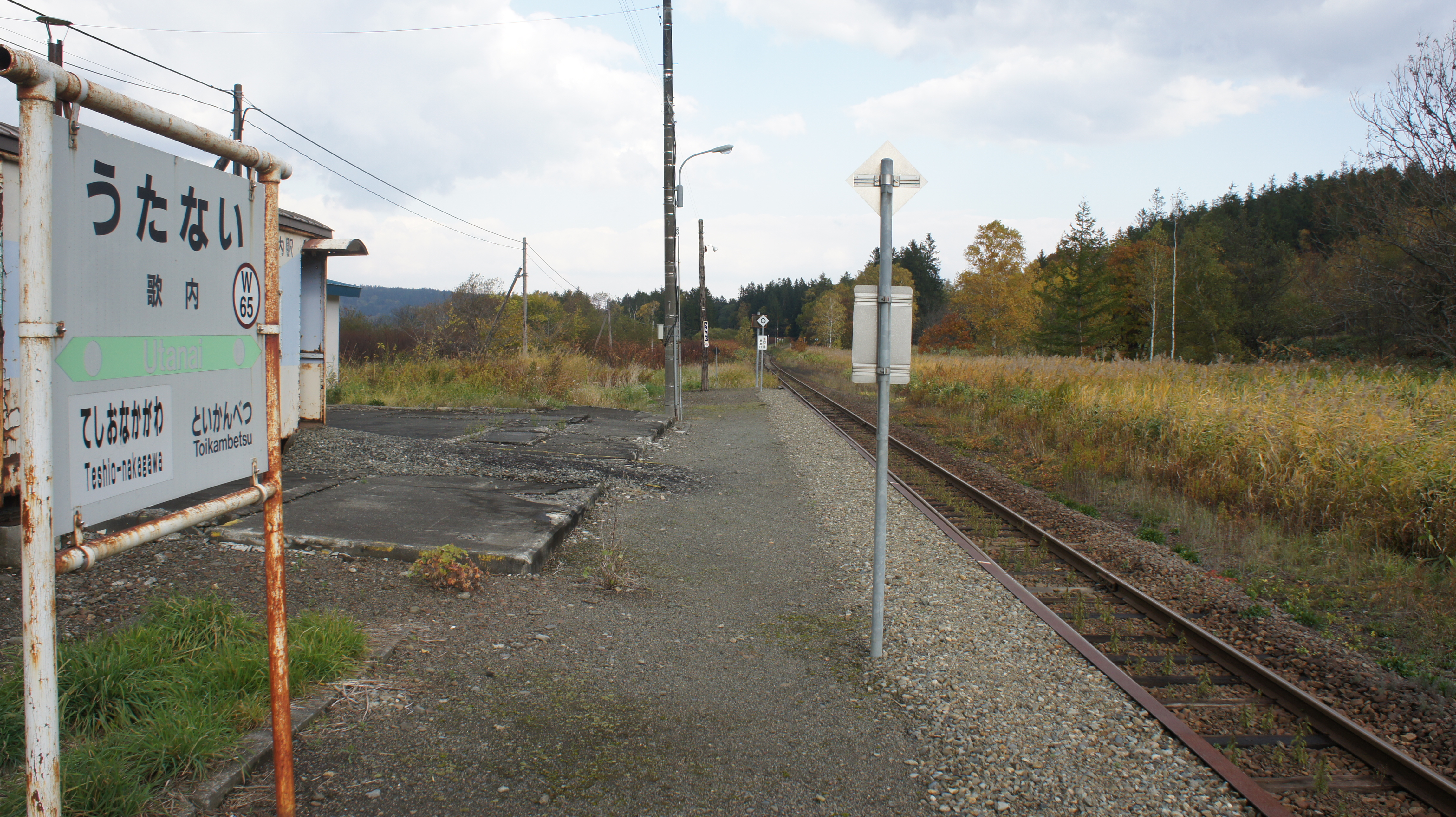
ホーム（2017年10月）
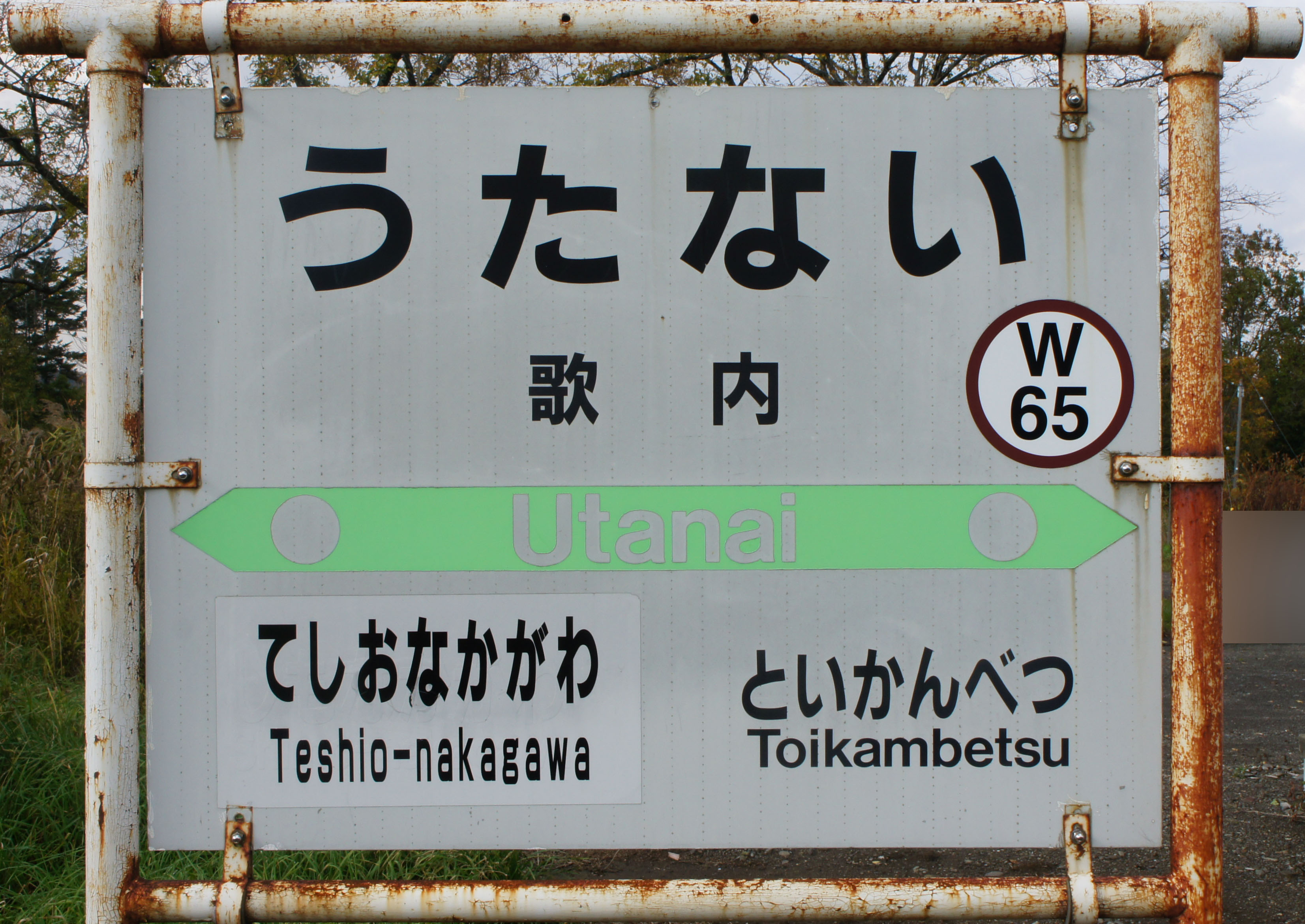
駅名標（2017年10月）

## 利用状況
2021年（令和3年）時点では、「数人の高齢者ら」が利用しているとされていた。
廃止までの乗車人員の推移は以下の通り。1970年（昭和45年）度までの1日平均乗車人員は年間の値から日数割で算出した参考値を括弧書きで示す。出典が「乗降人員」となっているものについては1/2とした値を括弧書きで乗車人員の欄に示し、備考欄で元の値を示す。
また、「JR調査」については、当該の年度を最終年とする過去5年間の各調査日における平均である。
| 年度               | 乗車人員（人） | 乗車人員（人） | 乗車人員（人） | 出典                  | 備考                        |
| 年度               | 年間           | 1日平均        | JR調査         | 出典                  | 備考                        |
| ------------------ | -------------- | -------------- | -------------- | --------------------- | --------------------------- |
| 1923年（大正12年） | 3,477          | (9.5)          |                | [ 26 ]                | 開通初年度 11月10日から営業 |
| 1924年（大正13年） | 7,402          | (20.3)         |                | [ 26 ]                |                             |
| 1925年（大正14年） | 9,274          | (25.4)         |                | [ 26 ]                |                             |
| 1926年（大正15年） | 7,730          | (21.2)         |                | [ 26 ]                |                             |
| 1966年（昭和41年） | (30,131)       | (82.6)         |                | [ 27 ]                | 年間乗降人員60,262人        |
| 1967年（昭和42年） | (30,554)       | (83.5)         |                | [ 27 ]                | 年間乗降人員61,108人        |
| 1968年（昭和43年） | (27,505)       | (75.4)         |                | [ 27 ]                | 年間乗降人員55,010人        |
| 1969年（昭和44年） | (24,778)       | (67.9)         |                | [ 27 ]                | 年間乗降人員49,556人        |
| 1970年（昭和45年） | 21,259         | (58.2)         |                | [ 27 ]                |                             |
| 1978年（昭和53年） |                | 15             |                | [ 28 ]                |                             |
| 1981年（昭和56年） |                | (8.0)          |                | [ 25 ]                | 1日乗降客数16人             |
| 1992年（平成04年） |                | (5.0)          |                | [ 22 ]                | 1日乗降客数10人             |
| 2015年（平成27年） |                |                | 「1名以下」    | [ JR北 4 ] [ 新聞 1 ] |                             |
| 2016年（平成28年） |                |                | 0.0            | [ JR北 5 ]            |                             |
| 2017年（平成29年） |                |                | 0.0            | [ JR北 6 ]            |                             |
| 2018年（平成30年） |                |                | 0.2            | [ JR北 7 ]            |                             |
| 2019年（令和元年） |                |                | 0.2            | [ JR北 8 ]            |                             |
| 2020年（令和02年） |                |                | 0.2            | [ JR北 9 ]            |                             |
| 2021年（令和03年） |                |                | 0.4            | [ JR北 10 ]           |                             |

## 駅周辺
- 北海道道541号問寒別佐久停車場線 - 問寒別駅から佐久駅まで宗谷本線にほぼ並行。
- 歌内橋[21] - 町道。天塩川に架橋。対岸の国府地区・国道40号に通じる。
- 宇戸内川[21]
- クンネシリ山 - 駅の北東。標高632m[29]。

## バス路線
- 中川町住民バス：中川－歌内・国府線 「農管施設」停留所

駅から160mほどの場所にある「農作業管理休養施設」にバス停が設置されている。中川町中心部とを結び、通学生以外が乗車できるスクールバスは、2019年現在、平日1日1往復運行されている。2014年現在、バス停を示す看板が設置されている。
- 中川町住民バス：中川－歌内・国府線 「野崎宅」停留所

駅から850mほどの場所にある民家前にバス停が設置されている。「農管施設」を経由するバスの他、「農管施設」を経由しないバス（通学生以外が乗車できる中川町中心部とを結ぶバスが、平日1日1本運行）も停車する。2014年現在、バス停を示す看板が設置されている。
なお、この路線では歌内地区でフリー乗降を取り扱っており、乗車する場合には運転手に向かって手を上げて合図する必要がある。運賃は無料。

## 隣の駅
北海道旅客鉄道（JR北海道）
■宗谷本線（当駅廃止時点）
天塩中川駅 (W64) - *下中川駅 - *歌内駅 (W65) - 問寒別駅 (W66)
*打消線は廃駅

### JR北海道
1. 1 2  『2022年3月ダイヤ改正について』（PDF）（プレスリリース）北海道旅客鉄道、2021年12月17日。オリジナルの2021年12月17日時点におけるアーカイブ。2021年12月17日閲覧。
2. ↑  “「通報」●函館本線江部乙駅ほか49駅の駅員無配置について（旅客局）”. 鉄道公報 (日本国有鉄道総裁室文書課):  p. 1. (1984年11月9日)
3. ↑  『来春のダイヤ見直しについて』（PDF）（プレスリリース）北海道旅客鉄道、2020年12月9日。オリジナルの2020年12月9日時点におけるアーカイブ。2020年12月10日閲覧。
4. ↑  “極端にご利用の少ない駅（3月26日現在）” (PDF). 平成28年度事業運営の最重点事項.   北海道旅客鉄道. p. 6 (2016年3月28日). 2017年9月25日閲覧。
5. ↑  “宗谷線（名寄・稚内間）” (PDF). 線区データ（当社単独では維持することが困難な線区）.   北海道旅客鉄道 (2017年12月8日). 2017年12月30日時点のオリジナルよりアーカイブ。2017年12月30日閲覧。
6. ↑  “宗谷線（名寄・稚内間）” (PDF).   北海道旅客鉄道 (2017年7月2日). 2017年12月30日時点のオリジナルよりアーカイブ。2018年7月13日閲覧。
7. ↑  “宗谷線（名寄・稚内間）” (PDF). 線区データ（当社単独では維持することが困難な線区）(地域交通を持続的に維持するために).   北海道旅客鉄道. p. 4 (2019年10月18日). 2019年10月18日時点のオリジナルよりアーカイブ。2019年10月18日閲覧。
8. ↑  “宗谷線（名寄・稚内間）” (PDF). 地域交通を持続的に維持するために > 輸送密度200人以上2,000人未満の線区（「黄色」8線区）.   北海道旅客鉄道. p. 3・4 (2020年10月30日). 2020年11月2日時点のオリジナルよりアーカイブ。2020年11月3日閲覧。
9. ↑  “駅別乗車人員  特定日調査（平日）に基づく”.   北海道旅客鉄道. 2022年8月3日時点のオリジナルよりアーカイブ。2022年8月14日閲覧。
10. ↑  “駅別乗車人員  特定日調査（平日）に基づく”.   北海道旅客鉄道. 2022年9月3日時点のオリジナルよりアーカイブ。2022年9月3日閲覧。

### 新聞記事
1. 1 2  “無人駅の南美深、筬島、歌内 JR、来年3月廃止方針” (日本語). 北海道新聞. どうしんウェブ／電子版（経済） (北海道新聞社). (2016年7月29日).  オリジナルの2016年7月29日時点におけるアーカイブ。 2016年7月29日閲覧。
2. ↑  “宗谷線の南美深、筬島、歌内駅　管理費JR負担で当面存続”. どうしんウェブ（北海道新聞）. (2017年4月1日).  オリジナルの2017年4月2日時点におけるアーカイブ。 2017年11月3日閲覧。
3. ↑  “宗谷本線の無人駅、廃止が加速…幌延町が2駅廃止を容認　2021年3月のダイヤ改正で”. response. (2020年3月30日).  オリジナルの2020年5月16日時点におけるアーカイブ。 2020年5月20日閲覧。
4. ↑  “無人18駅、自治体管理へ JR北海道 経営難で急拡大”. 北海道新聞. (2021年2月5日).  オリジナルの2021年2月6日時点におけるアーカイブ。 2021年2月7日閲覧。
5. 1 2  堀田昭一 (2021年8月28日). “歌内駅、来春で廃止　自治体管理では初　中川”. どうしん電子版 (北海道新聞社).  オリジナルの2021年8月28日時点におけるアーカイブ。 2021年8月28日閲覧。
6. 1 2  “「明日から列車は止まらないんだな」自治体管理駅で初の廃止、秘境駅の負担も「非常に厳しい」”. 読売新聞 (読売新聞社). (2022年3月12日).  オリジナルの2022年3月13日時点におけるアーカイブ。 2022年3月13日閲覧。